# タズ
タズ（Taz、1967年10月11日 - ）は、アメリカ合衆国の元プロレスラー。本名、ピーター・セネルシア（Peter Senerchia）。ニューヨーク州ブルックリン出身。ヒューマン・スープレックス・マシーンのニックネームで活躍。2020年にAEWと契約し、出演者の一人となっている。
かつてWWEにてSmackDown!、ECWのカラーコメンテーターとして活動していて、強いブルックリン訛りの解説が特徴。WWE在籍時はリングネームの表記をTazzとしていた。

## 来歴
学生時代はレスリングおよび柔道を行っていた。
1987年にプロレスデビュー。デビュー当時のリングネームはキッド・クラッシュ（Kid Krush）、その後原始人ギミックのタズマニアン・デビル（The Tasmanian Devil）に変身。ECW前後には新日本やWARなど日本の団体にも参戦している。
1993年にECWに入団、タズマニアック（Tazmaniac）と改名。ECWでは、サブゥーとのタッグで王座を獲得したり、また抗争を行うなど中心人物の一人として活躍する。首の怪我による長期欠場後の1997年、格闘家路線のタズに改名。自らFTW王座を新設するなど団体の雰囲気に相応しいエクストリーム路線を歩んだ。メジャー団体と異なり、実力が無ければ成功できないECWに於いて凄まじい人気を誇り、また当時のアメリカ・インディー界の中で象徴の一つと言える大物技巧派レスラーであったが1999年にWWFと接触し、田中将斗（現ZERO1）、マイク・オーサムとの3ウェイダンスECW王座戦に敗北した後にWWFへと移籍。
2000年1月のWWFでのデビュー戦では、当時デビュー以来連勝を重ねていたカート・アングルと対戦し、その連勝記録を止めている。オーサムがECW王者のままWCWに移籍した2000年4月にWWEから一時的にECWにゲスト参戦し、オーサムからECW王座を奪回。ECW王者のままWWF王者トリプルHとの試合も実現している。
2000年にはヒートの解説者を務め、2001年からは退団したジェリー "ザ・キング" ローラー（後に復帰）の後任としてSmackDown!の解説も担当するようになる。アライアンスのストーリーではECW軍に所属。一時は解説と並行して試合にも出場していたが首の怪我の悪化により、2002年に現役引退し、解説業に専念。実況のマイケル・コールとSmackDown!の名物実況チームとして、長く活動することとなる。
2005年6月12日に行われたPPV "ECWワン・ナイト・スタンド" にて、全試合終了後のイベントにECW時代のコスチュームで登場した。翌2006年のECW復活に合わせてその解説者となっている。その後、2008年8月からミック・フォーリーの退団を受け、スマックダウンの解説者に復帰。
2009年3月、WWEと契約を行わず突如退団した。息子との時間が欲しいため退団したとされている。7月にTNAと契約。2015年まで番組のカラーコメンテーターを務めている。
2019年に発足した新団体AEWのカラーコメンテーターに務め、翌年にはブライアン・ケイジとリッキー・スタークスと手を組み、チームダズを結成。

## 備考
- 現役時代は黒いタオルで頭部を覆って入場することが多かった。
- 肌の色は日焼けによるもので、TAJIRIによると本人は色白であるらしい。
- イラストが得意で、ECW時代は団体のTシャツのデザインやロゴ製作を担当した。
- 解説業では一つ一つの技について、簡潔に解りやすく説明するのが特徴。また、日本の団体への参戦経験から日本のマット界について非常に詳しい一面を持つ。
- アメリカ同時多発テロ直後の興行の際、試合などを挟んで多くのレスラーがベビーフェイス、ヒール関係なく個人としての心中を語るという催しがあった際、タズも自らの心境を語った。しかし、その内容が徹底した報復を促すという過激なものであり、アラブ系アメリカ人への暴力を危惧されてテレビ放送では削除されることになった。
- 息子のフック（HOOK）もプロレスラーであり、2023年現在AEWで活躍している。

## 得意技
レスリング、柔道のバックグラウンドがあるため、関節技、投げ技を非常に得意としていた。
タズミッション
タズが得意とするハーフネルソン・チョーク（片羽絞め）。
背後から自らの左手を相手の左脇下に差し込み、そのままハーフネルソンで捕らえながら右手を首元に回して絞め上げる。ボディシザーズで捕らえられればもはや脱出は不可能。
タズミッション・プレックス
ハーフネルソン・チョークスープレックス
アングリーマンズ・クローズライン
ブルックリン・ブート
ランニング・ビッグブート
コンクリートクラッシュ
ダブルレッグスラム

## 獲得タイトル
WWE
- WWFハードコア王座 : 3回
- WWF世界タッグ王座 : 1回（w / スパイク・ダッドリー）

ECW
- ECW世界ヘビー級王座 : 2回
- ECW世界TV王座 : 2回
- ECW世界タッグ王座 : 3回（w / ケビン・サリバン×2、サブゥー×1）
- FTW世界ヘビー級王座 : 2回

CWA
- CWAライトヘビー級王座 : 1回（初代王者）

IWCCW
- IWCCWライトヘビー級王座 : 1回

PWI
- 1999年PWI500シングルレスラーランキング10位（500人中）

## 入場曲
- Survive (If I Let You)
- If You Dare
- Just Another Victim (Cypress Hill)
- 13